# Alvarado (tổng)
Alvarado là một tổng trong tỉnh Cartago, Costa Rica. Tổng này có diện tích 81,06 km², dân số năm 2008 là 13862 người..